# Süddeutsche Farbentauben
Die Gruppe der Süddeutschen Farbentauben, eine Untergruppe der Farbentauben, umfasst mehrere deutsche Haustaubenrassen, die vor allem in Württemberg heraus gezüchtet wurden. Zuchtzentren der Rassen sind und waren das württembergische Oberland, um Ulm und Biberach, der Schwarzwald und die fruchtbare Filderebene nahe Stuttgart. Ihre Definition und damit ihre Trennung von anderen Farbentauben erfolgte erst in den 1950er Jahren.
Farbentauben gleichen sich in den Zeichnungsmerkmalen. Die Tauben der Regionen unterscheiden sich durch andere äußere Merkmale. Die Württemberger Farbentauben sind glattfüßig oder belatscht. Ihre Latschen sind aber weniger dicht, weniger entwickelt, wie die der Sächsischen Farbentauben. Süddeutsche Farbentauben sind überwiegend kappig und tragen häufig eine Rundhaube.

## Rassen
Zu den Süddeutschen Farbentauben zählen i.e.S:
1. Echterdinger Farbentaube (D/0443)
2. Süddeutsche Blasse (D/0435), glattfüßig und belatscht
3. Süddeutsche Kohllerche (D/0432)
4. Süddeutsche Latztaube (D/0440), glattfüßig und belatscht
5. Süddeutscher Mohrenkopf (D/0439)
6. Süddeutsche Mönchtaube, belatscht (D/0436)
7. Süddeutsche Mönchtaube, glattfüßig (D/0437)
8. Süddeutsche Schildtaube (D/0438)
9. Süddeutsche Schnippe (D/0441)
10. Süddeutscher Tigermohr (D/0433)
11. Süddeutscher Weißschwanz (D/0434)
12. Württemberger Mohrenkopf (D/0442)

Außerdem gehört die Schwarzgrundige Startaube (Starhals, Starblasse, Starmönch, Starweißschwanz, Marmorstar, Marmorstarblasse, Marmorstarmönch, Marmorstarweißschwanz, Silberschuppe, Silberschuppenblasse, Silberschuppenmönch und Silberschuppenweißschwanz) zur Rassengruppe der Süddeutschen Farbentauben. Die Blaue Startaube ist mit den süddeutschen Varianten der Startaube nicht verwandt und ist eigentlich eine Thüringer Farbentaube.
Die Zuordnung der Goldelbe oder Süddeutschen Mondtaube, einer als ausgestorben geltenden Taube, zu den Süddeutschen Farbentauben ist unsicher. Sie war nah verwandt mit dem Thurgauer Elmer, einer zu den Schweizer Farbentauben gehörenden Rasse.
Der Apotheker Bayer nannte in seiner 1914 erschienenen Broschüre Die süddeutschen Farbentauben in Wort und Bild außerdem noch: Mondtauben, Gimpeltauben, Forellentauben (= glattfüßige gehämmerte Eistaube), Nürnberger Lerchen, Nürnberger Mehllichte, Fränkische Samtschilder und Nürnberger Schwalben. Sie werden aufgrund neuerer Erkenntnisse jedoch nicht mehr als Süddeutsche Farbentauben geführt.
Joachim Schütte nennt im „Handbuch der Taubenrassen“ auch die heute nicht mehr vorhandene Karmeliertaube, die kleinste Farbentaube.